# Петруш, Николай Андреевич
Николай Андреевич Петруш (Петруша) (1856, Покровское, Херсонская губерния — 1920 или 1921, Крым) — генерал-майор Российской императорской армии.

## Биография
Родился в 1856 году в селе Покровское (ныне город Апостолово Днепропетровской области) Херсонской губернии.
Общее образование получил в Херсонской губернской гимназии. Окончил Одесское пехотное юнкерское училище (по 2-му разряду). Прапорщик (19.11.1876). Участник русско-турецкой войны 1877—1878 годов. Участник русско-японской войны (1904—1905) и обороны Порт-Артура.
Командир 27-го Восточно-Сибирского стрелкового полка.
Участник Первой мировой войны. Командир 3-й ополченческой бригады.
Жертва красного террора в Крыму. В декабре 1920 года был схвачен в Ялте и решением «чрезвычайной тройки крымской ударной группы управления особого отдела Юго-западного фронта» под председательством Э. М. Удриса в числе 204-х человек («Дело двухсотчетырёх») расстрелян в конце 1920 — начале 1921 года. В анкете Н. А. Петруш написал, что в гражданской войне он участия не принимал, а «…в европейской войне был на фронте начальником 3-й ополченческой бригады». На вопрос, кто из коммунистов может за него поручиться (на лояльность), написал: «Ведя совершенно замкнутую жизнь, не знаю, кто в какой партии состоит».

## Награды
- орден Святого Станислава 3-й степени с мечами и бантом (1877);
- орден Святой Анны 3-й степени с мечами и бантом (1878);
- орден Святого Станислава 2-й степени (1883);
- орден Святой Анны 2-й степени (1890);
- орден Святого Владимира 4-й степени (1896);
- орден Святого Георгия 4-й степени (ВП 24.10.1904) — «В честь отменного мужества и храбрости, оказанных в делах против японцев в период бомбардировок и блокады Порт-Артура»;
- Золотое оружие (ВП 27.01.1905).